# Auto Avio Costruzioni 815
Auto Avio Costruzioni 815 — був першим автомобілем, повністю розробленим і виготовленим Енцо Феррарі. Юридичні проблеми з колишніми партнерами Alfa Romeo завадили Енцо створити марку Ferrari. 815 брав участь у 1940 році на Гран-прі Брешії, де обидва боліди не змогли фінішувати через проблеми з двигуном. Одну з машин згодом списали на металобрухт, а іншу зараз зберігають у колекції автомобілів в Італії.

## Історія

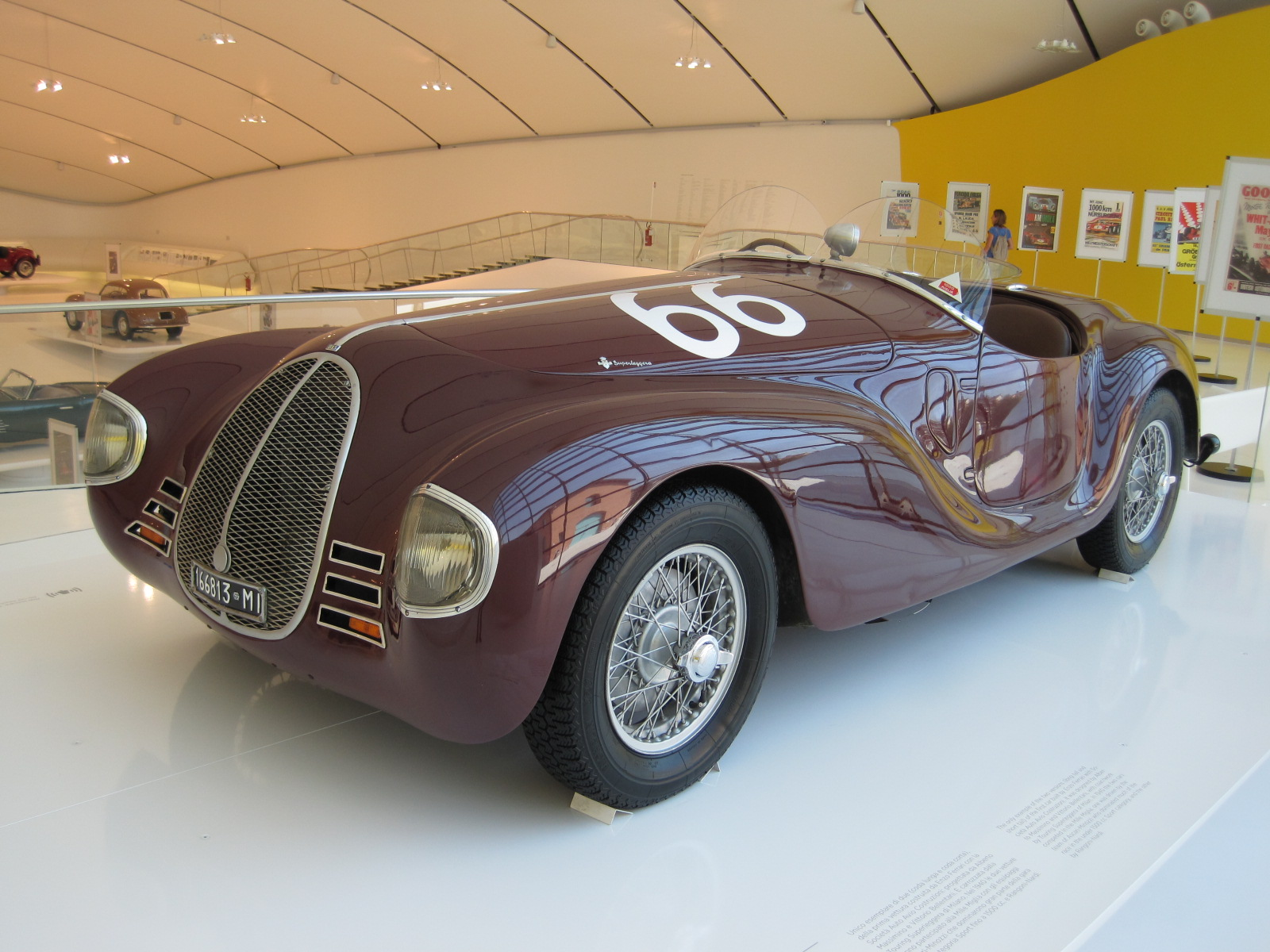

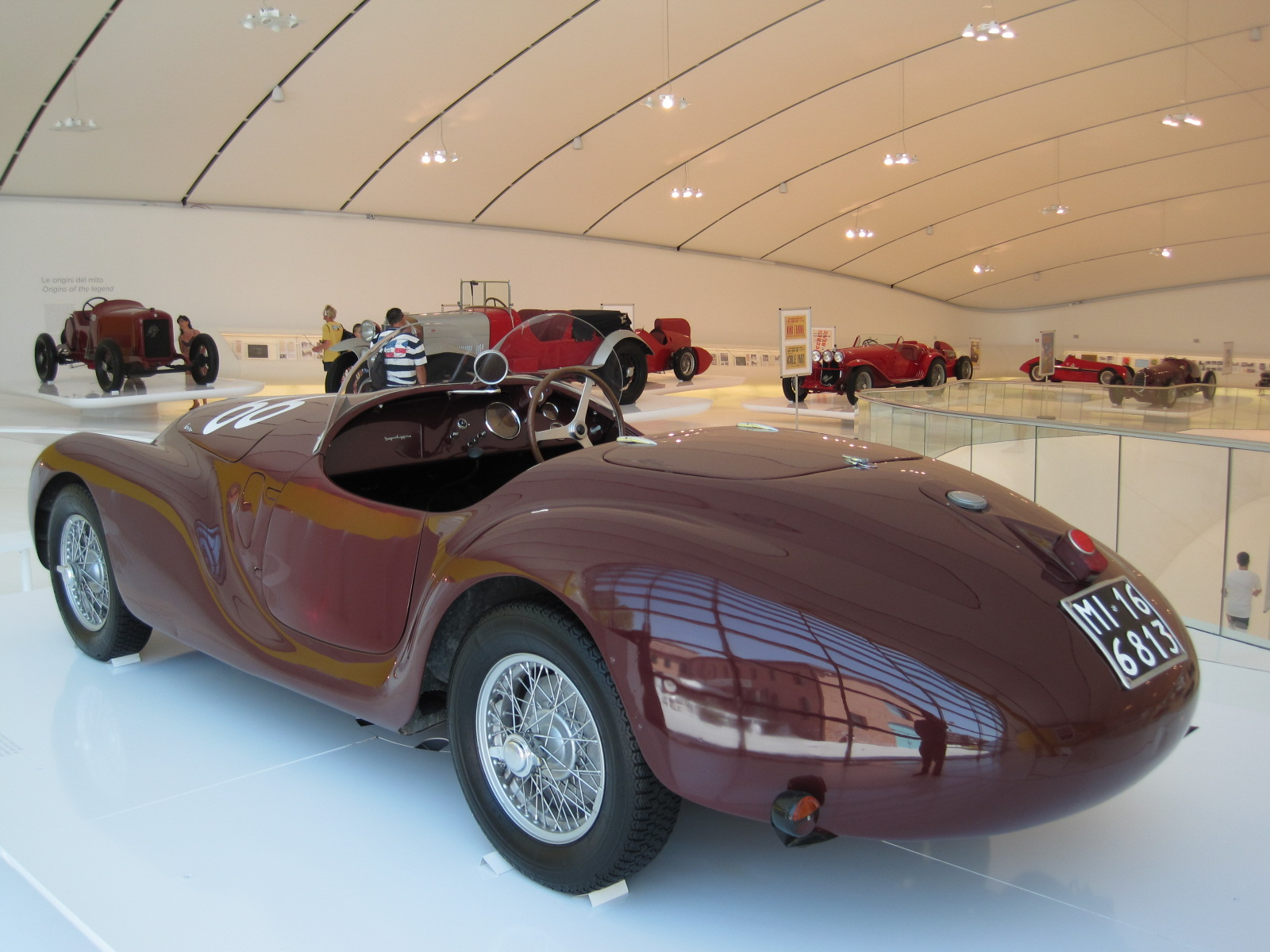
Auto Avio Costruzioni 815

У 1938 році Енцо Феррарі покинув Alfa Romeo, де керував її гоночним підрозділом Scuderia Ferrari. Угода про припинення співпраці забороняла Енцо відновлювати Scuderia Ferrari протягом наступних чотирьох років. Потім Енцо заснував Auto Avio Costruzioni (AAC) у Модені для виробництва деталей для літаків і верстатів для італійського уряду. AAC спеціалізується на виробництві гідравлічних шліфувальних верстатів, які використовуються для виготовлення шарикопідшипників. Компанія встановила ділові партнерства з іншими італійськими фірмами, включаючи Compagnia Nazionale Aeronautica та Piaggio.
У грудні 1939 року Лотаріо Рангоні Маккіавеллі, маркіз ді Модена, доручив AAC побудувати та підготувати два гоночні автомобілі для нього та Альберто Аскарі для участі в Mille Miglia 1940 року. Гонка, офіційно названа Гран-прі Брешії, мала відбутися у квітні 1940 року. Отриманий автомобіль отримав назву AAC Tipo 815.

## Двигуни
- 1.5 L (1496 см3) OHV I8